# منتخب الولايات المتحدة لكرة السلة على الكراسي المتحركة للرجال
منتخب الولايات المتحدة لكرة السلة على الكراسي المتحركة للرجال (بالإنجليزية: United States men's national wheelchair basketball team) هو ممثل الولايات المتحدة الرسمي في المنافسات الدولية في كرة السلة على الكراسي المتحركة .